# Michel Graillier
Michel Graillier (* 18. Oktober 1946 in Lens, Frankreich; † 12. Februar 2003 in Paris) war ein französischer Jazz-Pianist.

## Leben und Wirken
Graillier lernte seit seinem vierten Lebensjahr klassisches Klavier. Er studierte Ingenieurswesen an der Université de Lille, wo er mit Kommilitonen, darunter Didier Levallet, Jazz spielte. Nach erfolgreichen Diplomabschluss 1968 ging er nach Paris, wo er sich nach kurze Überlegung eine Musikkarriere einschlug. Dort war er Mitglied des Trios Chaméléon mit Aldo Romano und Jean-François Jenny-Clark wurde. Zusammen mit dem Violinisten Jean-Luc Ponty tourte er zwei Jahre durch Europa. Ab 1969 spielte der mit dem Saxophonisten Steve Lacy. 1970 gründete er mit Georges Arvanitas, René Urtreger und Maurice Vander gründete er die Gruppe Piano Puzzle, die aus vier Pianos bestand und im gleichen Jahr ein selbstbetiteltes Album herausbrachte. Außerdem war er Mitglied der Open Skye Unit von Jacques Pelzer.
1972 holte Christian Vander ihn in seine Gruppe Magma, wo er bis 1976 verblieb. Daneben arbeitete er mit Musikern wie Christian Escoudé, Barney Wilen, Steve Lacy und François Jeanneau. Auf einigen Magma-Alben wird Graillier unter seinem kobaïanischen Pseudonym Tsoï Menekaah geführt. Als Pianist des Jazzclubs Riverbop trat er mit durchreisenden amerikanischen Musikern wie Philly Joe Jones und Steve Grossman auf.
Später war Graillier Mitglied der Gruppen Dréher und Magnetic Terrasse und trat in zwei Trioformationen mit Alby Cullaz und Christian Vander und mit Barney Wilen und Jacques Pelzer auf. 1977 lernte er Chet Baker kennen, den er zehn Jahre lang regelmäßig weltweit begleitete. Daneben wirkte er als Begleiter von Éric Le Lann, Philip Catherine, Paolo Fresu, Pharoah Sanders, Barney Wilen und anderen.
In den 1990er Jahren trat Graillier im Trio mit Alby Cullaz und Simon Goubert, im Duo mit Riccardo Del Fra oder als Solist auf. Neben mehreren Alben mit Chet Baker wirkte er als Sideman von Steve Grossman, Jacques Thollot, Steve McCraven, Daniel Humair, François Jeanneau und anderen. Er nahm auch Alben als Bandleader und Solist auf.
Graillier war verheiratet mit der Schlagzeugerin Micheline Pelzer.

## Diskographie
- Pianos Puzzle mit Alby Cullaz und Bernard Lubat, 1972
- Ad Lib mit Jean-François Jenny-Clark und Aldo Romano, 1976
- Portrait in Black & White mit Alain Jean-Marie, 1995